# Longone Sabino
Longone Sabino ist eine Gemeinde mit 516 Einwohnern (Stand 31. Dezember 2023) in der Provinz Rieti in der italienischen Region Latium.

## Geographie
Longone Sabino liegt 83 km nordöstlich von Rom und 26 km südöstlich von Rieti in den Sabiner Bergen zwischen den Stauseen des Turano und des Salto. Das Gemeindegebiet erstreckt sich über eine Höhe von 406 bis 931 m s.l.m. Die Gemeinde liegt in der Erdbebenzone 2 (mittel gefährdet).
Longone ist Mitglied der Comunità Montana del Turano. Zur Gemeinde gehören die Ortsteile Fassinoro, Rocca Ranieri und San Silvestro.
Die Nachbargemeinden sind Ascrea, Belmonte in Sabina, Cittaducale, Concerviano, Petrella Salto, Rieti und Rocca Sinibalda.

## Verkehr
Longone liegt 22 km von der strada statale 4 Via Salaria (SS 4), die von Rom über Rieti an die Adriaküste führt, entfernt.

## Bevölkerungsentwicklung
| Jahr      | 1861 | 1881 | 1901 | 1921 | 1936 | 1951 | 1971 | 1991 | 2001 |
| --------- | ---- | ---- | ---- | ---- | ---- | ---- | ---- | ---- | ---- |
| Einwohner | 1561 | 1773 | 1763 | 2117 | 1837 | 1650 | 1024 | 699  | 682  |

Quelle: ISTAT

## Politik
Dr. Mauro Novelli wurde am 25. Mai 2019 zum Bürgermeister gewählt.